# Edificio en San Roque (Moreda de Álava)
El edificio ubicado en la calle San Roque n.º 12 de Moreda de Álava (Álava, España) se sitúa entre esta calle y la carretera a Viana, acomodándose a la diferencia de nivel existente entre ambas calles. Pese a tener acceso por la c./ San Roque y por la carretera a Viana, el principal se encuentra en aquella.
Se trata de una casa medianera de planta rectangular, con una altura de planta baja hacia la c./ San Roque y de planta baja más dos hacia la carretera de Viana. La fachada principal, orientada al Norte se organiza en un arco de medio punto con nueve dovelas, con escudete en clave; ventana o vano a la izquierda, con dintel trabajado en arco y encima del arco de acceso con un ventanuco correspondiente al desván. La fachada a la calle inferior se organiza con un arco adovelado de entrada en la planta baja, huecos de ventilación en las plantas superiores y dos puertas balconeras con sus correspondiente balcón de forja metálica.
Las fachadas están construidas en sillería. El alero es de canes de madera sobre cornisa de piedra modurada y labrada.
La descripción se corresponde a un edificio renacentista del siglo XVI, uno de los más antiguos conservados en la c./ San Roque. Tiene una estructura interna de madera, que se halla en un buen estado de conservación. El emplazamiento entre dos cotas diferentes tiene como consecuencia el acogimiento a soluciones técnicas y tipológicas especiales y el destino de ciertos espacios interiores situados contra terreno para dependencias de servicio, almacenes agrícolas, bodegas enterradas, etc.